# Saxon (groupe)
Pour les articles homonymes, voir Saxon.
Saxon est un groupe britannique de heavy metal originaire de Barnsley, ville moyenne du comté métropolitain du Yorkshire du Sud, entre Sheffield au sud et Leeds au nord. 
Débutant au milieu des années 1970, à la même époque que des groupes comme Iron Maiden ou Def Leppard, Saxon est rattaché à la New wave of British heavy metal et connaît le succès, avant de rencontrer une période moins populaire dans les années 1990, puis de retrouver une seconde jeunesse à partir des années 2000.

## Biographie

### Débuts (1976-1979)
Le groupe est formé en 1976 à Barnsley en Angleterre par le chanteur Peter Byford et le guitariste Paul Quinn, tous deux venant du groupe Coast. Ils sont très vite rejoints par le bassiste Steve Dawson (ex-Sob), le guitariste Graham Oliver (ex-Sob) et par le batteur Peter Gill. Cette formation ne s'appelle pas encore Saxon mais Son of a Bitch. Le groupe commence à tourner dans les bars et clubs du nord de l'Angleterre et gagne petit à petit une renommée locale. C'était leur rythme de vie : concerts et soirées, alcool. Ils utilisaient un ancien bus anglais pour se déplacer dans les pubs (probablement celui qui apparaît à l'intérieur du disque vinyle Strong Arm of the Law).
C'est en 1978 que Son of a Bitch devient Saxon sous l'impulsion du guitariste Graham Olivier, bien qu'il soit l'auteur de Son of a Bitch. Ce serait un ami proche de Biff et Paul qui leur aurait donné l'idée de Saxon, qu'ils ont accepté vaillamment. Après avoir assuré les premières parties de Ian Gillan lors de sa tournée anglaise, le groupe signe chez une maison de disques française : Carrere Records. L'année suivante, le groupe britannique sort son premier album en 1979 simplement intitulé Saxon qui passera presque totalement inaperçu au niveau mondial. La réputation de Saxon est alors locale dans un premier temps (Yorkshire, Angleterre).

### Premiers succès et consécration (1980-1983)
En 1980, le mouvement punk s'essouffle et le heavy-metal fait peau-neuve avec la New wave of British heavy metal représentée par des groupes comme Iron Maiden, Judas Priest, Motörhead, Def Leppard et bien sûr Saxon. Après une tournée d'ouverture très remarquée aux côtés de Motörhead pendant la tournée Bomber, le groupe sort son deuxième album Wheels of Steel suivi de très près par un troisième : Strong Arm of the Law. Ces deux albums (ainsi que le suivant Denim And Leather tous écrits en 18 mois dans le froid gallois) rencontrent un important succès notamment grâce aux chansons Wheels of Steel (classée dès sa sortie dans le Top 20), Heavy Metal Thunder ou encore Dallas 1 PM et Strong Arm of the Law. Le style que l'on retrouve sur ces deux albums est caractéristique du groupe, il permet de reconnaître Saxon à la première écoute avec notamment le fameux red noise provenant des guitares.
Les tournées se succèdent et Saxon s'affirme de plus en plus comme l'un des fers de lance du heavy-metal. Le groupe participe même le 16 août 1980 à la première édition des Monsters of Rock aux côtés de Rainbow, Judas Priest, Scorpions, Riot, April Wine et Touch. En 1981, le groupe sort son quatrième album intitulé Denim And Leather qui rencontre encore le succès notamment en France. C'est la marque de la popularité invasive du groupe Saxon, qui accroît son nombre de fans à présent en dehors des îles Britanniques. Fin 1981, Peter Gill, le batteur, est remplacé par Nigel Glockler.
L'année suivante, Saxon sort The Eagle Has Landed (British live/Heavy Metal Ballad live 1982), un excellent live qui montre bien la puissance et l'efficacité du groupe sur scène, tant au niveau de la technicité, rapidité, et toutes autres caractéristiques typiquement vouées au genre New wave of British heavy metal. Il précède d'un an la sortie d'un autre album : Power And The Glory (1983). Ce cinquième disque de Saxon est considéré par certains comme un chef-d'œuvre et comme le sommet de ce qu'a pu faire le groupe, bien qu'il soit sorti il y a maintenant plus de 30 ans, et qu'il y ait des évolutions quant à l'élargissement au sein du genre Metal.

### Succès et déclin (1984-1990)
Fatigué du label Carrere, le groupe signe chez EMI fin 1983. Motivés par leur nouvelle maison de disques, Peter 'Biff' Byford, Paul « Blute / Quinnine » Quinn et le reste du groupe décident de retourner en studio pour produire un nouvel album et tenter de percer aux États-Unis, pays dans lequel ils sont encore méconnus. Crusader sort en 1984 après de longs mois de travail qui ne sera pas vraiment récompensé : les critiques descendent l'album, le trouvant trop commercial. EMI est trop ciblé sur les ventes, plutôt, que sur la qualité, en tous cas à cette époque, et veut absolument attirer le public américain. L'album suivant, pourtant très bon, intitulé Innocence Is No Excuse (1985) ne fera pas mieux. Le groupe est forcé par le Label et a comme seul objectif de passer la frontière américaine. À l'époque, le metal aux États-Unis n'était pas reconnu, et Crusader était trop lourd (heavy). Dans ce sens, certains groupes préfèrent la gloire plutôt que de rester entièrement fidèles à l'originalité du genre Heavy Metal, et commencent alors à se distinguer différents nouveaux genres au sein du Metal. Saxon, lui, reste authentique, et encore maintenant, tout en évoluant par la technicité et la complexité des solos et des effets sonores (voir New wave of British heavy metal).
Steve Dawson, le bassiste, quitte le groupe pour des raisons familiales. Il est remplacé par Paul Johnson. Saxon sort en 1986 Rock The Nations, auquel participe Elton John, et Destiny l'année suivante alors que le batteur du groupe, Nigel Glockler, est remplacé par Nigel Durham. Glockler est le seul de ce même line-up (formation/membres du groupe) à être allé à l'université, il travaille pour la BBC et la télévision britannique en tant que compositeur de musique, avec sa pratique des instruments à clavier (synthétiseur). Même si le succès cesse de s'accroître, le groupe continue de remplir les salles de concerts.
Cette période, la moins connue du groupe Saxon, est relatée par le chanteur lui-même dans son autobiographie sortie cette année. (Peter Byford - Never Surrender (Or Nearling Good Looking).

### Retour du succès àLionheart(1991–2006)
Après le flop de Destiny, Nigel Glockler revient de nouveau et Tim « Nibbs » Carter remplace Paul Johnson à la basse en 1990. À partir de là, Saxon retrouvera tout doucement le succès avec les albums Solid Ball of Rock (1990), Forever Free (1992) et Dogs of War (1995).
L'année 1995 est marquée par le départ de l'un des formateurs du groupe : le guitariste Graham Oliver (venu de SOB). Celui-ci se veut être un guitariste en joueur solo avec backing track (tout comme Kravitz, Satriani, Santana…) Il est remplacé par Douglas Scarrat. Les médias et le public pensent alors que le groupe est fini. Le rap fait son apparition et les médias sont centrés à présent sur celui-ci, selon les pays. Les albums Eagle Has Landed, part. 2 (live) sort en 1996 suivi de Unleash the Beast surprennent tout le monde : le groupe rencontre enfin et à nouveau le succès.

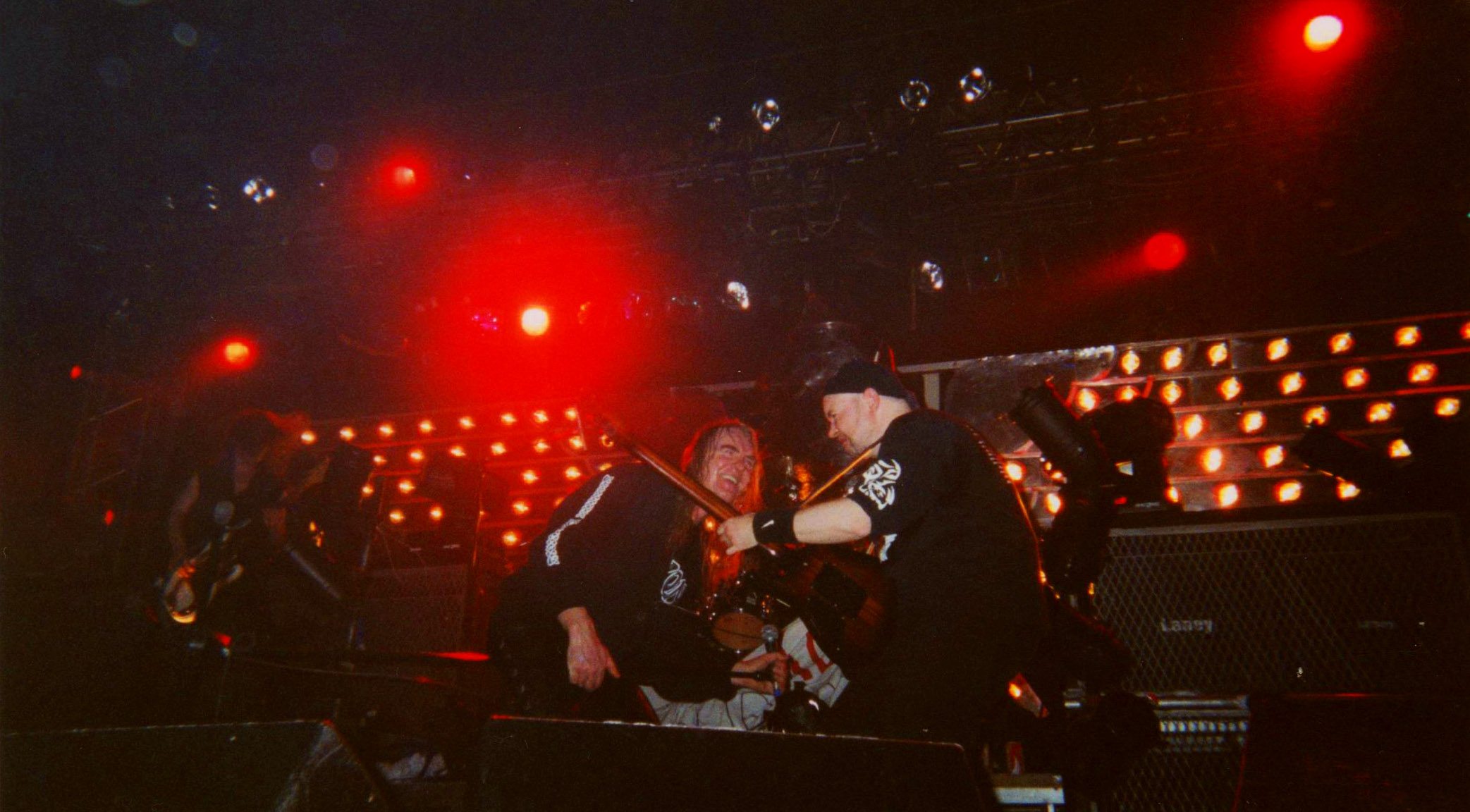
Saxon à l'Élysée-Montmartre de Paris en 2003.

Saxon confirme un deuxième apogée, le retour du succès avec la parution de Metalhead en 1999, sûrement le disque le plus « heavy » de sa carrière à l'époque. Les matériels ont évolué (les amplis sont plus nets mais moins puissants). Le groupe continue sa reconquête en 2001 avec Killing Ground et partira par la suite en tournée pendant trois ans dont les prestations seront très remarquées. Le concert du Wacken 2001 sera immortalisé sur le DVD The Saxon Chronicles paru en 2003. Niegel Glockler quitte une fois de plus le groupe pour des raisons de santé (bras), le batteur allemand Fritz Randow assurera son remplacement, avec une prestation énorme lors du Wacken Open Air 2001, alors que ce groupe joue le set le plus long du programme, approchant les 3 heures de scène devant des dizaines de milliers de spectateurs.
En 2004, Saxon sort un énième album, Lionheart, avec à la batterie Jörg Michaels. Le succès est encore au rendez-vous grâce à des titres très réussis comme Searching for Atlantis et l'hymne Lionheart. Nigel Glockler effectue encore une fois son retour juste pour un autre album live, The Eagle has Landed, part 3, regroupant les morceaux rarement joués sur scène. Par ailleurs, il est à savoir que The Eagle Has Landed est le titre que leurs fans ont donné aux lives de 1982, Saxon poursuit ces publications suivantes The Eagle Has Landed (1982), The Eagle Has Landed part 2 (1996) et The Eagle Has Landed part. 3 (2006), celui-ci regroupant plus généralement les lives européens de la tournée Lionheart Tour - 2004. Alors que Saxon est demandé pour jouer à Dubaï[Quand ?], certains médias locaux prétendent voir des propos racistes dans les paroles du titre alors éponyme Lionheart. Le concert est annulé. Saxon nie et se demande pourquoi dans ce cas, il n'y a pas eu ce genre d'incident lors de la tournée The World Crusade Tour - 1984. Le chanteur de légende, encore considéré comme étant un des rois du heavy metal, voit ses compositions comme des histoires ou faits de l'histoire narrés, et non pas incités.
En fin novembre 2004, le groupe est l'un des premiers confirmés pour jouer au Sweden Rock Fest du 9 au 11 juin 2005. Ils le seront également en décembre 2004 pour le festival Bang Your Head !!! les 24 et 25 décembre 2004.

### Retour au Royaume-Uni (2007–2010)

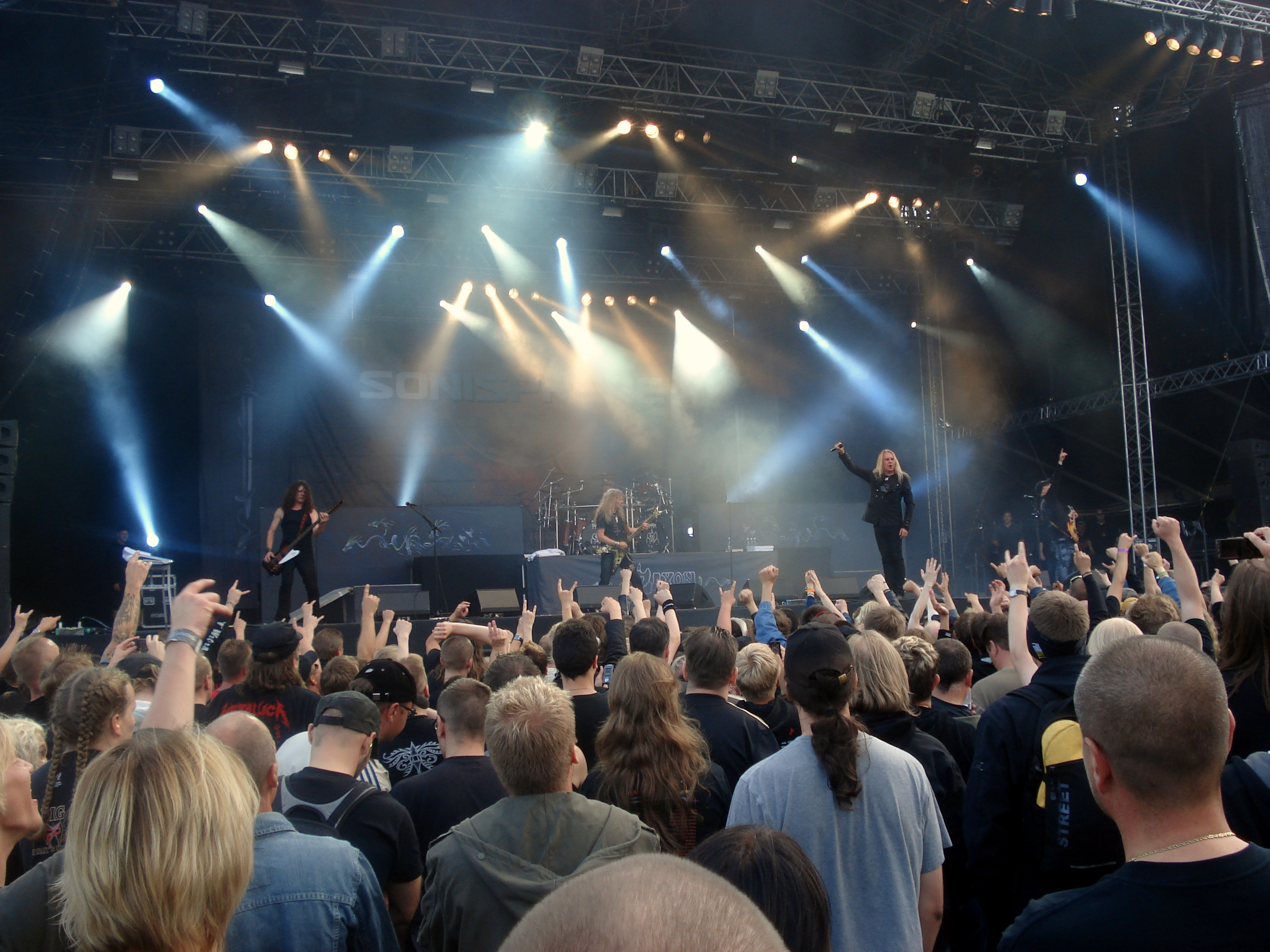
Saxon au Sonisphere Festival Pori (Finlande) en 2009.

L'album The Inner Sanctum est publié en mars 2007. La presse spécialisée ainsi que les fans lui réservent un très bon accueil,. Cet album est même considéré comme le meilleur depuis au moins dix ans[réf. nécessaire]. Saxon obtient également un bon succès sur la tournée qui suit. au mois de novembre de la même année, le DVD To Hell and Back Again sort, avec plus d'un an de retard et sera apprécié du public et dont les détails sont révélés en septembre.

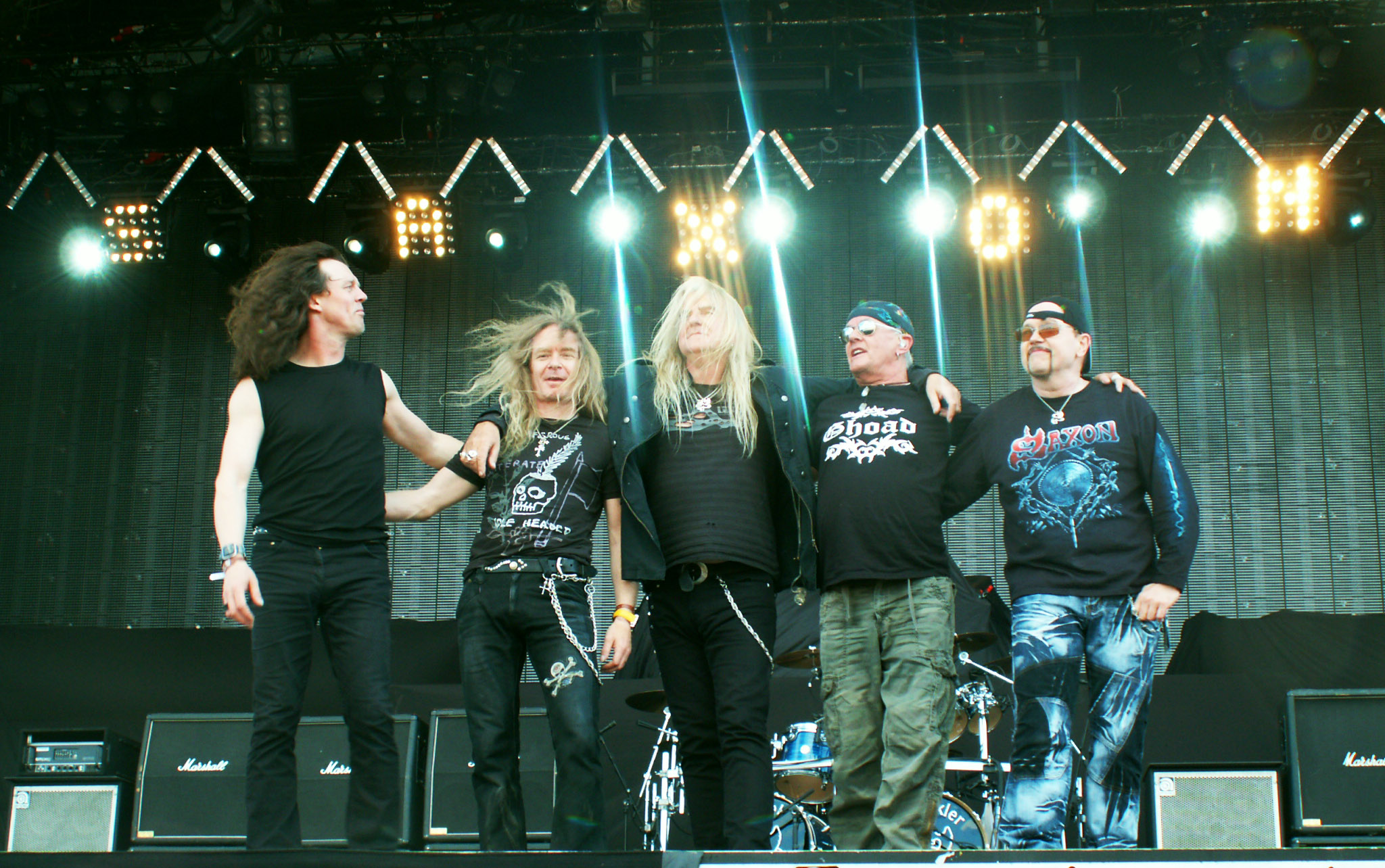
Saxon au Hellfest 2010.

Depuis son renouveau, marqué par la présence du deuxième guitariste Douglas Scarratt et le bassiste Nibbs Carter, Saxon ne cesse de rejouer les morceaux de sa première époque, autant appréciés que les derniers. C'est en cela que le groupe marque l'originalité et l'essence même du genre heavy metal. Les publications et les compilations, tout aussi bien que ses morceaux joués par d'autres nouveaux ou anciens groupes (généralement appelés tributes) se multiplient (Metallica entre autres s'inspire de Saxon en les voyant pendant la tournée Crusader en 1984). Saxon voit les fans américains se multiplier, créant des fans clubs. Ce phénomène apparaît également dans de nombreux pays où le groupe avait une grande popularité dans sa première jeunesse. En 2008, Saxon sera à l'affiche des principaux festivals d'été. Cette même année, il est nommé et récompensé maintes fois,, et est considéré comme l'un des meilleurs groupes de l'histoire du heavy metal, que ce soit en studio ou sur scène. Par ailleurs, Biff annonçait qu'ils n'ont jamais été tentés par la sur-publication de leur parution, et préfèrent rester un groupe traditionnel (New wave of British heavy metal).
Cependant, l'ancien membre, Graham Oliver, fait publier d'anciens clips et lives (tel que BBC Live 1998) de qualité discutable, qui le met en opposition avec le groupe. La juridiction des droits de publication le force à devoir sortir ses nouveaux et futurs produits musicaux sous le nom de Oliver / Dawson Saxon. Depuis lors, il y a en fait deux noms pour son groupe (composé également de l'ancien bassiste Steve Dawson), qui sont : Oliver / Dawson Saxon et Son of a Bitch. Actuellement[Quand ?], le groupe a des difficultés, mais rencontre un petit succès grâce aux titres composés à l'époque par Saxon. Le 2 avril 2009, le chanteur monte sur la scène de Bercy avec Metallica pour une reprise de Motorcycle Man par les quatre membres.

### Call to ArmsàHell, Fire and Damnation(depuis 2011)

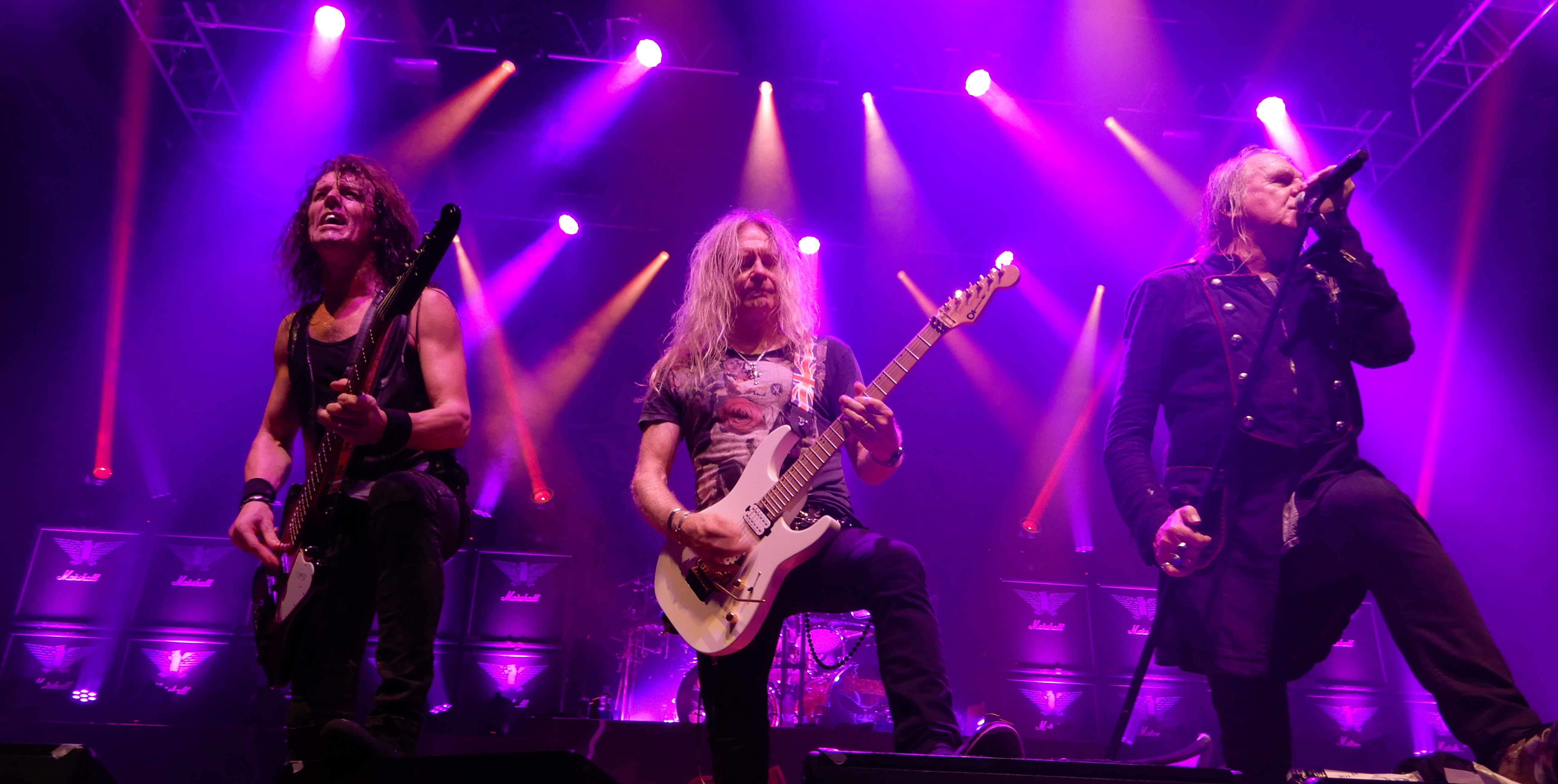
Saxon au Bikini de Toulouse en 2018.
De gauche à droite : Nibbs Carter, Douglas Scarratt et Biff Byford.

Le groupe publie Call to Arms en 2011, et Sacrifice en 2013, tous deux bien reçus. Battering Ram  sort le 16 octobre 2015. L'album suivant, Thunderbolt, est sorti le 2 février 2018.
En 2021, sort le premier album de reprise du groupe, Inspirations. C'est ensuite au tour de l'album Carpe Diem de sortir un an après.
Saxon accompagne une suite à son album Inspirations : le 24 mars 2023 sort More Inspirations. On y retrouve notamment les reprises de Man On the Silver Mountain de Rainbow, Detroit Rock City de Kiss ou encore Razamanaz de Nazareth.
Biff Byford pose sa voix sur la chanson Saxon and Vikings de l'album The Great Heathen Army du groupe de death metal mélodique Amon Amarth, sorti en 2022.
En 2023, le guitariste de longue date Paul Quinn décide de quitter le groupe, et se fait remplacer par le guitariste de Diamond Head, Brian Tatler, d'abord en tant que guitariste de tournée puis en tant que membre permanant.
En 2024, le groupe sort son vingt-quatrième album studio intitulé Hell, Fire and Damnation qui est très bien accueilli par les fans et les critiques, grâce à des titres comme la chanson, Madame Guillotine ou There's Something in Roswell. Une tournée suit l'album avec plusieurs dates en France, à Lyon et Paris en avril 2024 en première partie de Judas Priest, ainsi qu'une date au Hellfest 2024, qui est enregistrée et publiée sous le titre de Eagles Over Hellfest le 13 juin 2025. Parallèlement, le groupe annonce une tournée 2025 nommé Hell, Fire & Steel en hommage à son album Wheels of Steel. Cette tournée passe quatre fois par la France, au Heavy Week-end 2025 ainsi que trois dates en septembre à Paris, Toulouse et Nantes avec Sortilège en première partie. Suite à une hospitalisation d'urgence du chanteur Biff Byford, le groupe annonce l'annulation immédiate de dix concerts et parcipitations à des festivals, dont le Wacken Open Air, le Pol'And'Rock et le Summer Breeze.
En 2025, le groupe déclare avoir déjà bien avancé sur la composition de son prochain album, ce qui pourrait déboucher à une sortie d'ici fin 2026.

## Membres

### Membres actuels
- Biff Byford – chant (depuis 1977)
- Brian Tatler – guitare (depuis 2023)
- Nigel Glockler – batterie (1981–1987, 1988–1999, depuis 2005)
- Nibbs Carter – basse (depuis 1988)
- Doug Scarratt – guitare (depuis 1996)

### Anciens membres
- Graham Oliver – guitare (1977–1996)
- Steve Dawson – basse (1977–1986)
- Pete Gill – batterie (1977–1981)
- Paul Johnson – basse (1986–1988)
- Nigel Durham - batterie (1988)
- Fritz Randow – batterie (1999–2004)
- Jörg Michael – batterie (2004–2005)
- Paul Quinn – guitare (1977–2023)

## Discographie

### Albums studio
- 1979 : Saxon
- 1980 : Wheels of Steel
- 1980 : Strong Arm of the Law
- 1981 : Denim and Leather
- 1983 : Power and the Glory
- 1984 : Crusader
- 1985 : Innocence Is No Excuse
- 1986 : Rock the Nations
- 1988 : Destiny
- 1991 : Solid Ball of Rock
- 1992 : Forever Free
- 1995 : Dogs of War
- 1997 : Unleash the Beast
- 1999 : Metalhead
- 2001 : Killing Ground
- 2004 : Lionheart
- 2007 : The Inner Sanctum
- 2009 : Into the Labyrinth[17],[18]
- 2011 : Call to Arms
- 2013 : Sacrifice
- 2015 : Battering Ram
- 2018 : Thunderbolt
- 2021 : Inspirations (album de reprises)
- 2022 : Carpe Diem
- 2023 : More Inspirations (album de reprises)
- 2024 : Hell, Fire And Damnation

### Albums live
- 1982 : The Eagle Has Landed
- 1989 : Rock 'N' Roll Gypsies
- 1990 : Greatest Hits Live!
- 1996 : The Eagle Has Landed part 2
- 1998 : BBC Sessions/Live at Reading
- 2006 : The Eagle Has Landed part 3
- 2007 : Transmissions: Live at Nottingham Rock City 1990
- 2012 : Heavy Metal Thunder - Live: Eagles Over Wacken
- 2014 : St. George's Day Sacrifice - Live in Manchester
- 2016 : Let Me Feel Your Power
- 2019 : The Eagle Has Landed 40 : LIVE
- 2025 : Eagles Over Hellfest

### Compilations
- 1984 : Strong Arm Metal
- 1990 : Back on the Street
- 1991 : Best of Saxon
- 1996 : Champions of Rock
- 1999 : A Collection of Metal
- 2000 : Diamonds and Nuggets
- 2001 : Beast of Rock
- 2001 : Masters of Rock
- 2002 : The Very Best Saxon Album Ever
- 2003 : Heavy Metal Thunder (remix)
- 2007 : The Very Best of Saxon: 1979-1988
- 2012 : The Carrere Years (1979-1984) (coffret)
- 2012 : The EMI Years (1985-1988) (coffret)
- 2013 : Unplugged and Strung Up (remix + orchestral + acoustique)

Plus toutes les compilations de metal et covers. Notamment,  Tribute to Judas Priest, dans lequel il rend hommage à Judas Priest avec You've Got An Other Thing Coming. À noter qu'à une certaine époque, les Tributes, c'est-à-dire les titres composés par des groupes et qui sont rejoués par d'autres, sont le fait de remercier et rendre hommage aux groupes. C'est en particulier les récents noms du metal tels que Metallica qui en font usage, ce qui permet de rendre la popularité aux groupes qui ont composé et aux groupes qui interprètent. Ces CD sont vendus à faible coût et beaucoup sont méconnus tant il y a eu de compilations et d'innombrable groupes.

## Vidéographie
- 1983 : Live in Nottingham, UK
- 1985 : Live Innocence
- 1990 : Hits Live
- 2002 : Classic Rock Legends
- 2002 : Live Innocence and the Power and the Glory
- 2003 : The Saxon Chronicles
- 2007 : To Hell and Back Again
- 2012 : Heavy Metal Thunder - Live: Eagles Over Wacken